# Verizon Tennis Challenge 1990
Il Verizon Tennis Challenge 1990 è stato un torneo di tennis giocato sul cemento. È stata la 5ª edizione del torneo, che fa parte della categoria World Series nell'ambito dell'ATP Tour 1990. Si è giocato ad Orlando negli Stati Uniti dal 2 all'8 aprile 1990.

## Campioni

### Singolare maschile
Brad Gilbert ha battuto in finale  Christo van Rensburg con il punteggio di 6–2, 6–1

### Doppio maschile
Scott Davis /  David Pate hanno battuto in finale  Alfonso Mora /  Brian Page con il punteggio di 6–3, 7–5